# Sky lobby

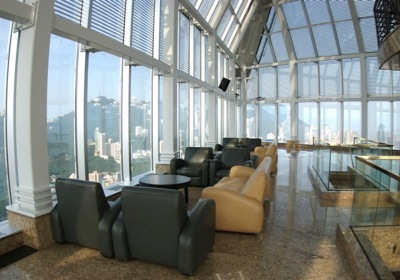
Le sky lobby de Central Plaza, à Hong Kong.

Un sky lobby, hall supérieur ou étage de transfert est un étage d'échange dans un gratte-ciel permettant de passer d'un ascenseur express à un ascenseur local qui s'arrête à un sous-ensemble d'étages supérieurs (et réciproquement).
Lors de la conception de gratte-ciels, la question de fournir suffisamment d'ascenseurs se pose. En effet, les voyageurs souhaitant atteindre un étage supérieur spécifique pourraient devoir faire de nombreux arrêts à d'autres étages pour laisser descendre et monter d'autres passagers. Cela entraîne une augmentation du temps de trajet et nécessite indirectement la création de plusieurs puits d'ascenseurs afin de maintenir des temps de déplacement acceptables. Cette contrainte réduit ainsi l'espace disponible sur chaque étage pour tous les niveaux.
L'autre technique principale pour augmenter la capacité sans ajouter de puits d'ascenseurs est l'utilisation d'ascenseurs à double étage.
Les premières utilisations du sky lobby se trouvent dans les tours jumelles originales du World Trade Center et le 875 North Michigan Avenue à Chicago.

## États-Unis

### New York: World Trade Center
On estime[Qui ?] qu'environ deux cents personnes se trouvaient dans le sky lobby du 78e étage de la tour sud de l'ancien World Trade Center lorsque, le 11 septembre 2001, elle a été directement percutée par l'avion du vol 175 d'United Airlines, laissant seulement une douzaine de personnes capables de survivre à l'impact et de s'échapper de la tour avant son effondrement.

### New York: One World Trade Center
Le One World Trade Center est le gratte-ciel le plus élevé de New York. Comme les anciens bâtiments du World Trade Center qu'il a remplacés, cet édifice possède un hall d'entrée aérien afin de réduire l'espace dédié aux ascenseurs. Le hall d'entrée aérien se situe au 64e étage ; chaque groupe de cinq à six étages est desservi par une banque d'ascenseurs[Quoi ?] distincte. Les ascenseurs menant au hall d'entrée aérien, ainsi que ceux utilisés pour le service sans escale jusqu'à l'observatoire One World au 100e étage, sont les plus rapides de l'hémisphère occidental. L'ascenseur de l'observatoire transporte les passagers sur 100 étages en moins d'une minute.

### Chicago: 875 North Michigan Avenue
Le sky lobby du John Hancock Center, situé au 44e étage, dessert uniquement la partie résidentielle de l'immeuble qui occupe 48 étages (étages 45 à 92). Trois ascenseurs express relient le hall résidentiel du rez-de-chaussée au 44e étage, tous s'arrêtant à l'un des niveaux du parking. Au 44e étage, les résidents se dirigent vers deux ensembles de trois ascenseurs. Un ensemble dessert 21 étages (étages 45 à 65) et l'autre dessert 28 étages (étages 65 à 92). Bien que les six ascenseurs s'arrêtent au 65e étage, celui-ci a à peu près la même disposition que les étages résidentiels immédiatement au-dessus et en dessous. Ce n'est pas un sky lobby, car les résidents peuvent également prendre des ascenseurs vers des étages supérieurs au 44e étage.
Le sky lobby du 44e étage de la tour comprend une piscine, une salle de sport, un pressing, une supérette, environ 700 boîtes aux lettres, deux salles de fête, un coin salon donnant sur le lac Michigan, une petite bibliothèque, une salle pour les déchets (avec des poubelles vidées ici), des bureaux pour les gestionnaires des copropriétés résidentielles, ainsi qu'un bureau de vote pour les résidents pendant les élections.
Les étages au-dessus du 92e sont desservis par des ascenseurs passagers directs depuis le rez-de-chaussée, ainsi que par deux ascenseurs de service desservant 55 étages (étages 44 à 98).

## Liste de bâtiments avec dessky lobbies
Ceci est une liste non exhaustive de bâtiments avec des sky lobbies.
| Nom du bâtiment                | Année | Emplacement                | Étages de sky lobby |
| ------------------------------ | ----- | -------------------------- | ------------------- |
| 875 North Michigan Avenue      | 1969  | Chicago, États-Unis        | 44                  |
| One World Trade Center         | 1972  | New York, États-Unis       | 44, 78              |
| Two World Trade Center         | 1973  | New York, États-Unis       | 44, 78              |
| Willis Tower                   | 1973  | Chicago, États-Unis        | 33/34, 66/67        |
| Tower 42                       | 1980  | Londres, Royaume-Uni       | 23/24               |
| JPMorgan Chase Tower (Houston) | 1982  | Houston, États-Unis        | 60                  |
| Wells Fargo Plaza (Houston)    | 1983  | Houston, États-Unis        | 34/35, 58/59        |
| Williams Tower                 | 1983  | Houston, États-Unis        | 51                  |
| Australia 108                  | 2019  | Melbourne, Australie       | 83, 84              |
| Abraj Al Bait Towers           | 2012  | La Mecque, Arabie Saoudite | M2, M4              |
| Djamaâ El-Djazaïr              | 2019  | Alger, Algérie             | 4                   |